# Erin Moriarty

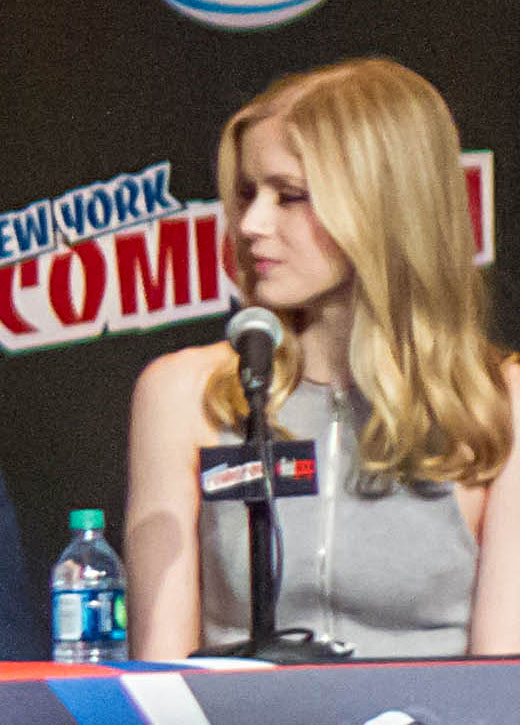
Erin Moriarty (2015)

Erin Moriarty (* 24. Juni 1994 in New York City, New York) ist eine US-amerikanische Schauspielerin.

## Leben und Karriere
Erin Moriarty wurde in New York City geboren, wo sie auch aufwuchs. Sie ist seit 2010 als Schauspielerin aktiv und wirkte zunächst in der Seifenoper Liebe, Lüge, Leidenschaft mit.
Es folgten Gastauftritte in Serien und Nebenrollen in Filmen, wie Kings of Summer und The Philosophers – Wer überlebt?. 2013 spielte sie als Natalie Walraven eine wiederkehrende Rolle in der kurzlebigen Serie Red Widow und wirkte auch in True Detective mit. 2015 spielte sie die Rolle der Hope Shlottman in der ersten Staffel der Netflix-Serie Marvel’s Jessica Jones. Ein Jahr darauf übernahm sie eine Nebenrolle in Captain Fantastic – Einmal Wildnis und zurück. Seit 2019 spielt sie in der Comic-Adaption The Boys und verkörpert Starlight.

## Filmografie (Auswahl)
- 2010: Liebe, Lüge, Leidenschaft (One Life to Live, Fernsehserie, 6 Episoden)
- 2011: Law & Order: Special Victims Unit (Fernsehserie, Episode 12x15)
- 2012: The Watch – Nachbarn der 3. Art (The Watch)
- 2013: Kings of Summer
- 2013: Red Widow (Fernsehserie, 8 Episoden)
- 2013: The Philosophers – Wer überlebt? (After the Dark)
- 2014: True Detective (Fernsehserie, 3 Episoden)
- 2015: Marvel’s Jessica Jones (Fernsehserie, 7 Episoden)
- 2016: Captain Fantastic – Einmal Wildnis und zurück (Captain Fantastic)
- 2016: Blood Father
- 2016: Within (Crawlspace)
- 2017: Pillow Talk (Fernsehserie, Episode 1x02)
- 2018: The Miracle Season
- 2018: Die unglaubliche Reise des Fakirs, der in einem Kleiderschrank feststeckte (The Extraordinary Journey of the Fakir)
- 2018: Driven
- 2018: Monster Party
- 2019: Berserk (Stimme)
- seit 2019: The Boys (Fernsehserie)
- 2023: Catching Dust

## Podcast
- seit 2020: From Now